# Chacarilla
Chacarilla è un comune (municipio in spagnolo) della Bolivia nella provincia di Gualberto Villarroel (dipartimento di La Paz) con 1.981 abitanti (dato 2010).

## Cantoni
Il comune è suddiviso in 3 cantoni (popolazione 2001):
- Chacarilla - 394 abitanti
- Puerto Aroma - 205 abitanti
- Rosa Pata - 964 abitanti